# Филиповци (жилищен комплекс)
 Тази статия е за квартала до Околовръстния път на София.  За историческото село и квартал вижте Филиповци (квартал).  
Жилищен комплекс „Филиповци“ е квартал на град София, България, разположен в район „Люлин“, на 7,9 километра западно от центъра на града.
Намира се между Околовръстния път и река Шеовица, като граничи с кварталите „Филиповци“ на запад и „Люлин“ на югоизток, а от другите страни е ограден от невключени в определен квартал обработваеми земи. „Филиповци“ се обслужва от две автобусни линии: номера 42 и 81. В квартала се намира 103-то ОУ „Васил Левски“ и християнска евангелска църква. Основна пътна артерия е улица „3-ти март“.
Кварталът възниква като циганска махала в края на 50-те години, когато там са изселени част от циганите от софийския квартал „Коньовица“ (от участъка по дължината на булевард „Константин Величков“ между улиците „Позитано“ и „Пиротска“). Това става, след като намиращият се в страната съветски диктатор Никита Хрушчов попада непланирано в „Коньовица“ и е впечатлен от мизерията в квартала.

## Улици и произход на имената им
| Път                | Наречен на                                                           | Местоположение |
| ------------------ | -------------------------------------------------------------------- | -------------- |
| „3-ти март“        | Ден на Освобождението на България от османско иго, официален празник | Карта          |
| „Околовръстен път“ | –                                                                    | Карта          |